# 1973年热带风暴迪莉娅
热带风暴迪莉娅（Tropical Storm Delia）是有纪录以来第一个在同一城市登陆两次的热带气旋，于1973年9月1日经东风波发展而成。气旋北上期间于9月3日增强成热带风暴，然后略朝西面转向并继续强化，于次日接近飓风强度标准，最终达到的最高持续风速为每小时110公里，最低气压986毫巴（百帕，29.11英寸汞柱）。数小时后，迪莉娅从德克萨斯州布拉佐里亚县城市弗里波特附近登陆。接下来风暴的移动路线形成逆时针环路并回到墨西哥湾，于9月5日再度登陆弗里波特，然后减弱成热带低气压。气旋残留最终于9月7日在墨西哥北部上空消散。
气旋在德克萨斯州近海的移动方向很不稳定，风暴中心周围及路易斯安那州部分地区降下暴雨，引发大面积洪灾。农田和民宅受到重大破坏，损失数额达600万美元，整场风暴共夺走五条人命。

## 气象历史
1973年8月末，加勒比海中部上空形成东风波。系统朝西北偏西移动，对流活动不断增长，整体结构相应改善。到了8月31日，洪都拉斯湾上空已形成弱低气压区。系统向北移动，于9月1日在尤卡坦半岛东南近海进一步组织成热带低气压。气旋逐渐增强，于9月3日向西转向并强化成热带风暴。气象机构以“迪莉娅”（Delia）为其命名。随后飞进风暴内部的侦察机测得每小时85公里持续风速。气旋所在位置的大气环境呈现恶化趋势，于当天形成更显复杂的转向气流格局。
逼近德克萨斯州海岸期间，迪莉娅的持续风速增至每小时110公里，接近热带风暴标准上限，侦察机还在多处测得时速超过飓风标准的阵骤风，所测最低气压为986毫巴（百帕，29.11英寸汞柱）。不过，气旋环流中心周围没有发展出风眼墙，所以没有归类成飓风。9月4日晚，迪莉娅首次从德克萨斯州布拉佐里亚县城市弗里波特（Freeport）登陆。接下来风暴的移动路线形成逆时针环流，于9月5日再度登陆弗里波特。进入陆地上空后气旋快速减弱，于9月6日降级成热带低气压，最终于次日在墨西哥北部上空逐渐消散。

## 防灾措施和影响

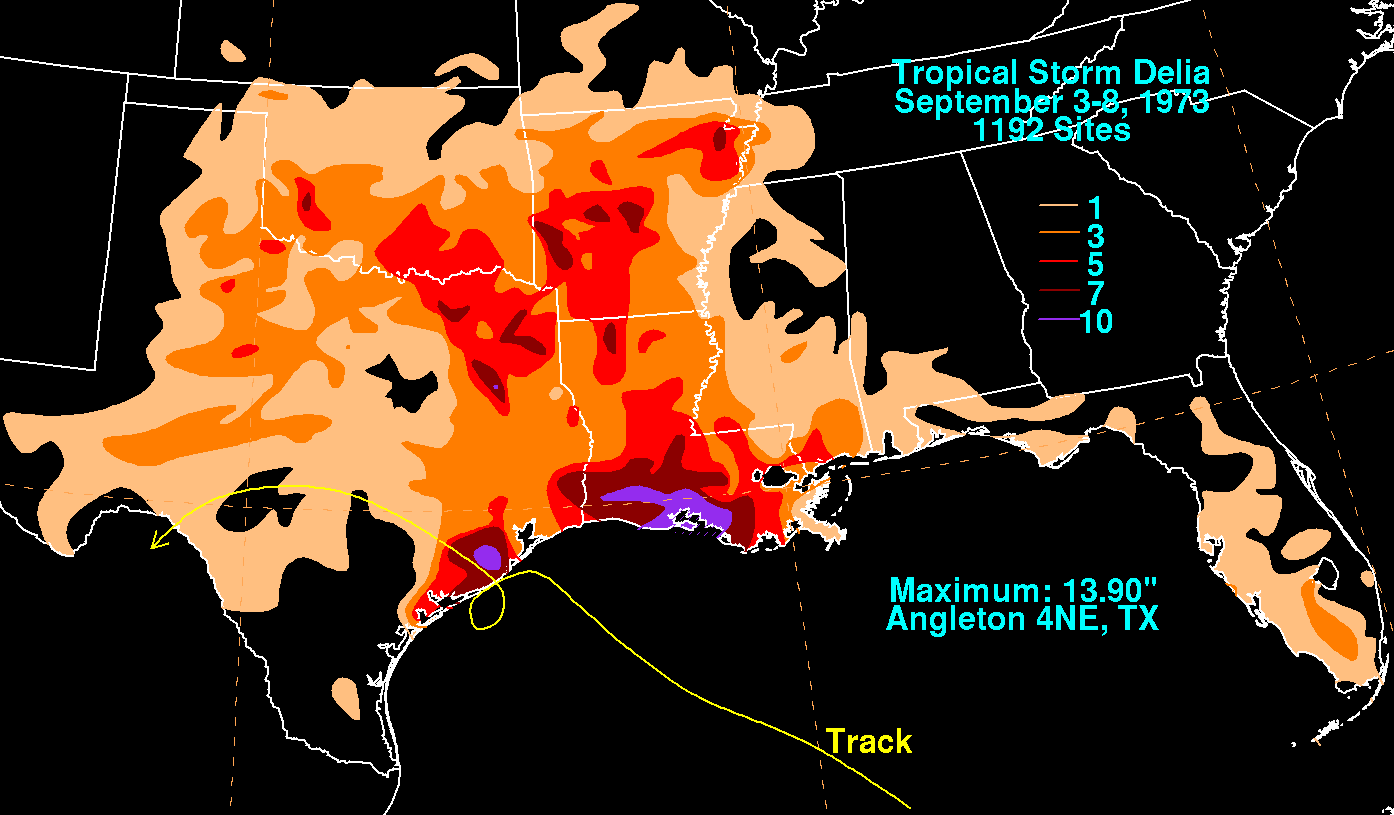
热带风暴迪莉娅的降水分布

9月3日，美国国家飓风中心向路易斯安那州莱克查尔斯至密西西比河河口发布烈风警告和飓风观察预警，生效范围当天还向西延伸到德克萨斯州马塔哥达县的帕拉西奥斯（Palacios），路易斯安那州摩根城以东地区的警告之后取消。迪莉娅出人意料地以逆时针环路前进，促使烈风警告生效范围向南延伸到德克萨斯州的巴芬湾（Baffin Bay）。9月6日，风暴关联的所有预警和警告全部中止。与此同时，美国国家气象局发布洪灾警告，告知居民热带气旋在减弱期间有可能形成龙卷风。路易斯安那州卡梅伦的居民仍然对夺走该市575条人命的飓风奥黛丽记忆犹新，估计有6000人撤离。
风暴在德克萨斯州近海的动向很不稳定，附近及路易斯安那州部分地区降下暴雨，还有1.8米的风暴潮，降雨量高达350毫米，在加尔维斯敦至弗里波特地区引发重大洪灾，单对民居就造成价值300万美元的破坏。路易斯安那州南部多地的降雨量超过250毫米，全州大部分地区的降水都在76毫米以上，引发大面积洪灾，并以农业区域灾情突出，农作物损失数额达到300万美元。迪莉娅还催生出多场龙卷风，至少有八场着陆，致使四人受伤。整场风暴共造成五人遇难，其中两人由气旋直接引起。另外三人中有两人死于路面湿滑引起的交通事故，另一人死于心脏病发，均属风暴间接导致。迪莉娅的外围雨带还在阿肯色州和俄克拉何马州产生可观降水，两州的最高降雨量分别达到247毫米和209毫米。